# Platygonus
Platygonus (лат.) — род вымерших парнокопытных из семейства пекариевых (Tayassuidae). Жили с миоцена до голоцена включительно (23,03—0,01 млн лет назад) в Северной и Южной Америках: ископаемые остатки известны от южной Канады до Боливии и Аргентины, особенно богато представлены в отложениях континентальных штатов США.

## Внешний вид и строение
Длина тела составляла около 1 м, максимальную массу оценивают в 160 кг. Ноги Platygonus были длиннее, чем у современных пекариевых. По-видимому, как и современные представители семейства, обладали многокамерным желудком.

## Классификация
По данным сайта Fossilworks, на февраль 2017 года в род включают 17 вымерших видов:
- Platygonus bicalcaratus Cope, 1893
- Platygonus brachirostris  Shotwell, 1956
- Platygonus chapadmalensis Ameghino, 1908
- Platygonus cinctus Ameghino, 1886
- Platygonus compressus Leconte, 1848
- Platygonus cumberlandensis Gidley, 1920
- Platygonus intermedius Gidley, 1920
- Platygonus kraglievichi Rusconi, 1930
- Platygonus marplatensis Reig, 1952
- Platygonus narinoensis Stirton, 1947
- Platygonus oregonensis Colbert, 1938
- Platygonus pearcei Gazin, 1938
- Platygonus pollenae Prothero & Grenader, 2012
- Platygonus scagliae Reig, 1952
- Platygonus striatus Marsh, 1871
- Platygonus texanus Gidley, 1903
- Platygonus vetus Leidy, 1882